# Botiza, Maramureș
Botiza este satul de reședință al comunei cu același nume din județul Maramureș, Transilvania, România.

## Istoric
Prima atestare documentară: 1373 (Batizhaza). 

## Așezare
Situat la poalele munților Țibleșului, satul este celebru pentru covoarele de lână cu motive tradiționale, colorate (folosind pigmenți vegetali) și minunatul port popular. În ultimii ani, agroturismul a cunoscut o dezvoltare remarcabilă. 

## Etimologie
Etimologia numelui localității: din n. fam. rom. Botiz (< n. pers. Botez) + suf. top. -a. 

## Manifestări tradiționale locale
- Pentru mândra din Botiza (luna august).

## Monument istoric
- Biserica de lemn „Cuvioasa Paraschiva” (1796).

## Așezământ monahal
- Mănăstire ortodoxă cu hramul „Schimbarea la față”.

## Personalități locale
- Mihai Dăncuș (n. 1942), etnograf, muzeograf; doctor în etnografie și folclor; director al Muzeului Etnografic din Sighetul Marmației; președinte al Asociațiunii pentru Cultura Poporului Român din Maramureș. Inițiază seria Acta Musei Maramoresiensis.

## Imagini

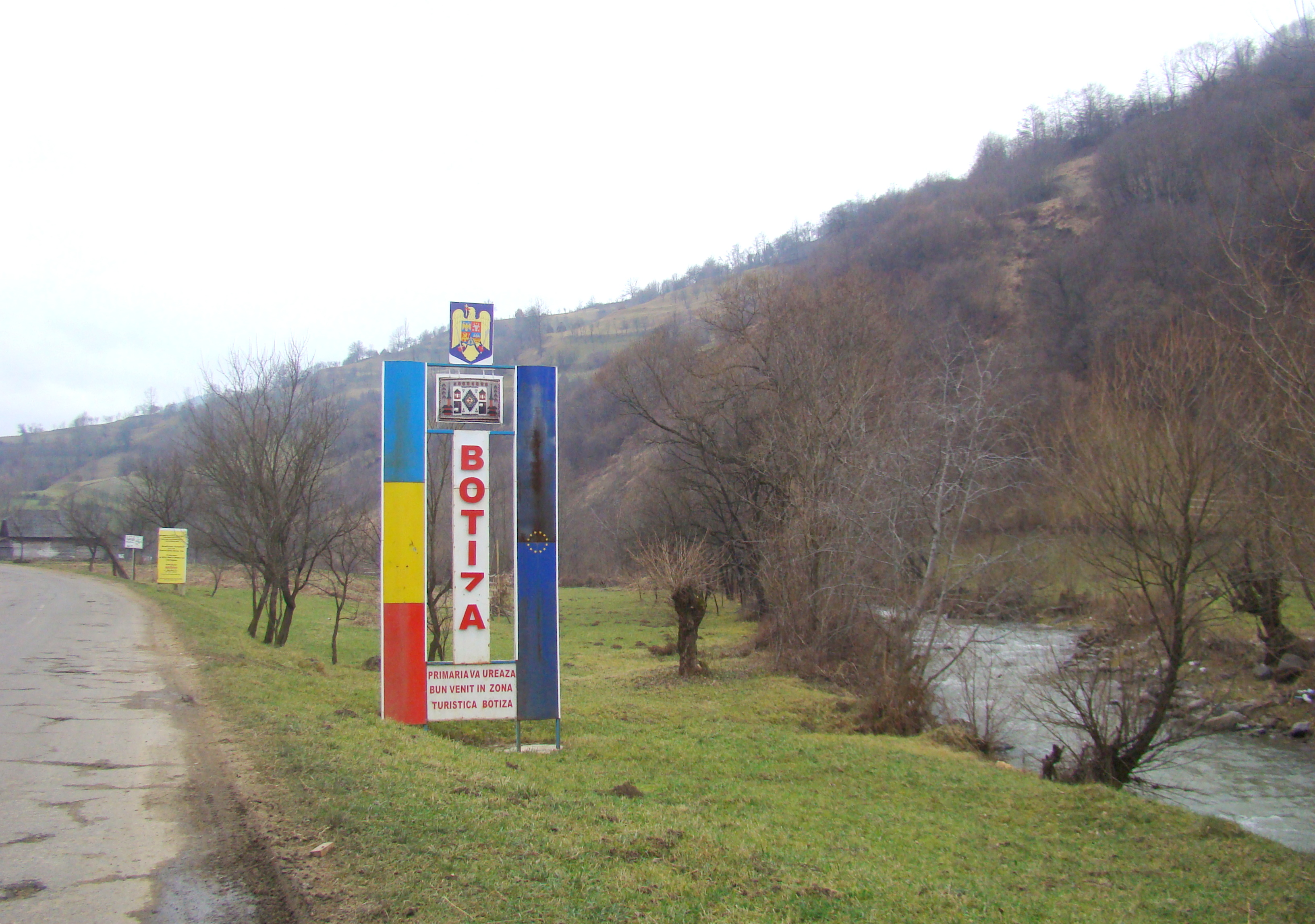
Botiza
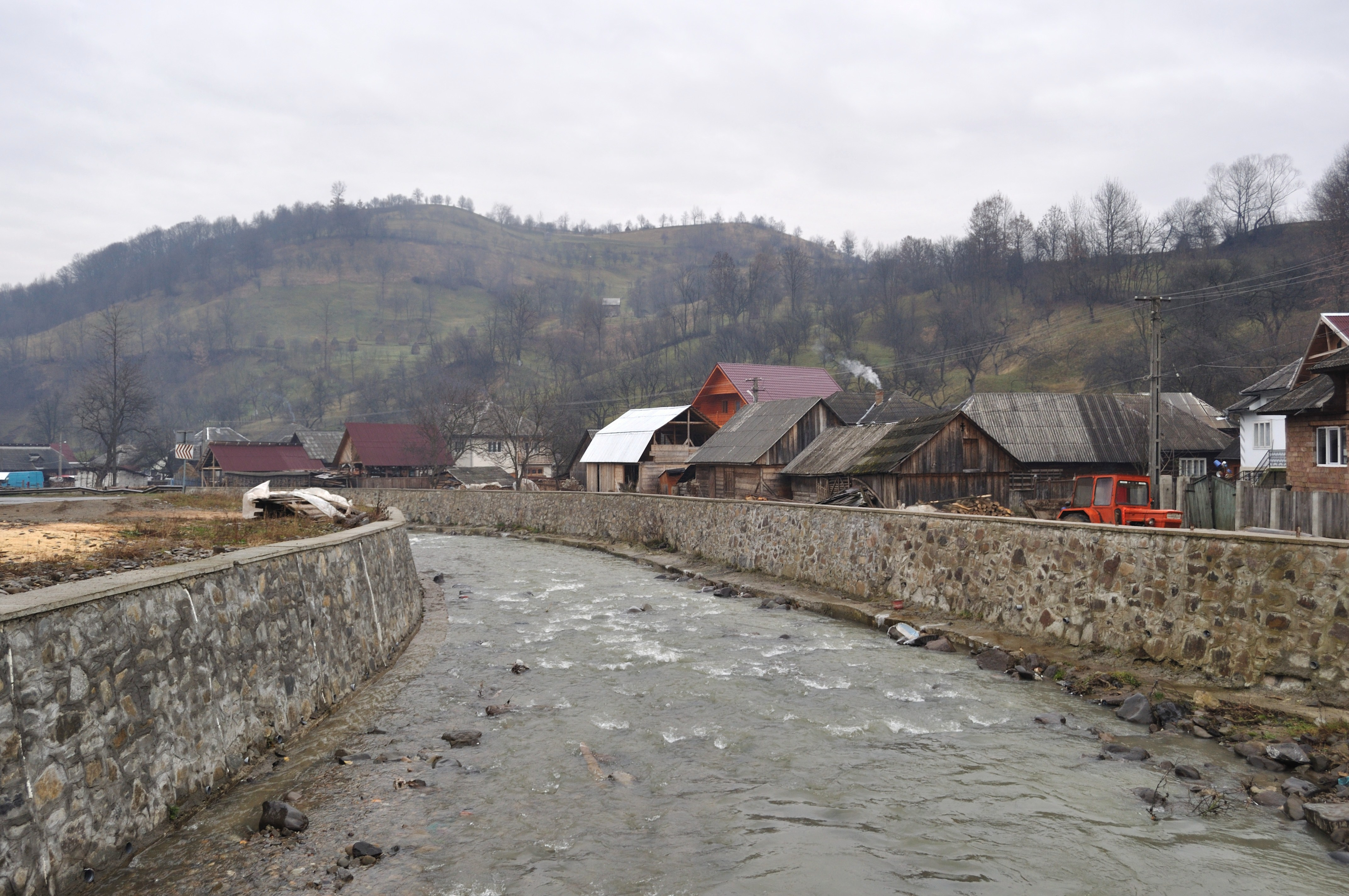
Botiza (centru)
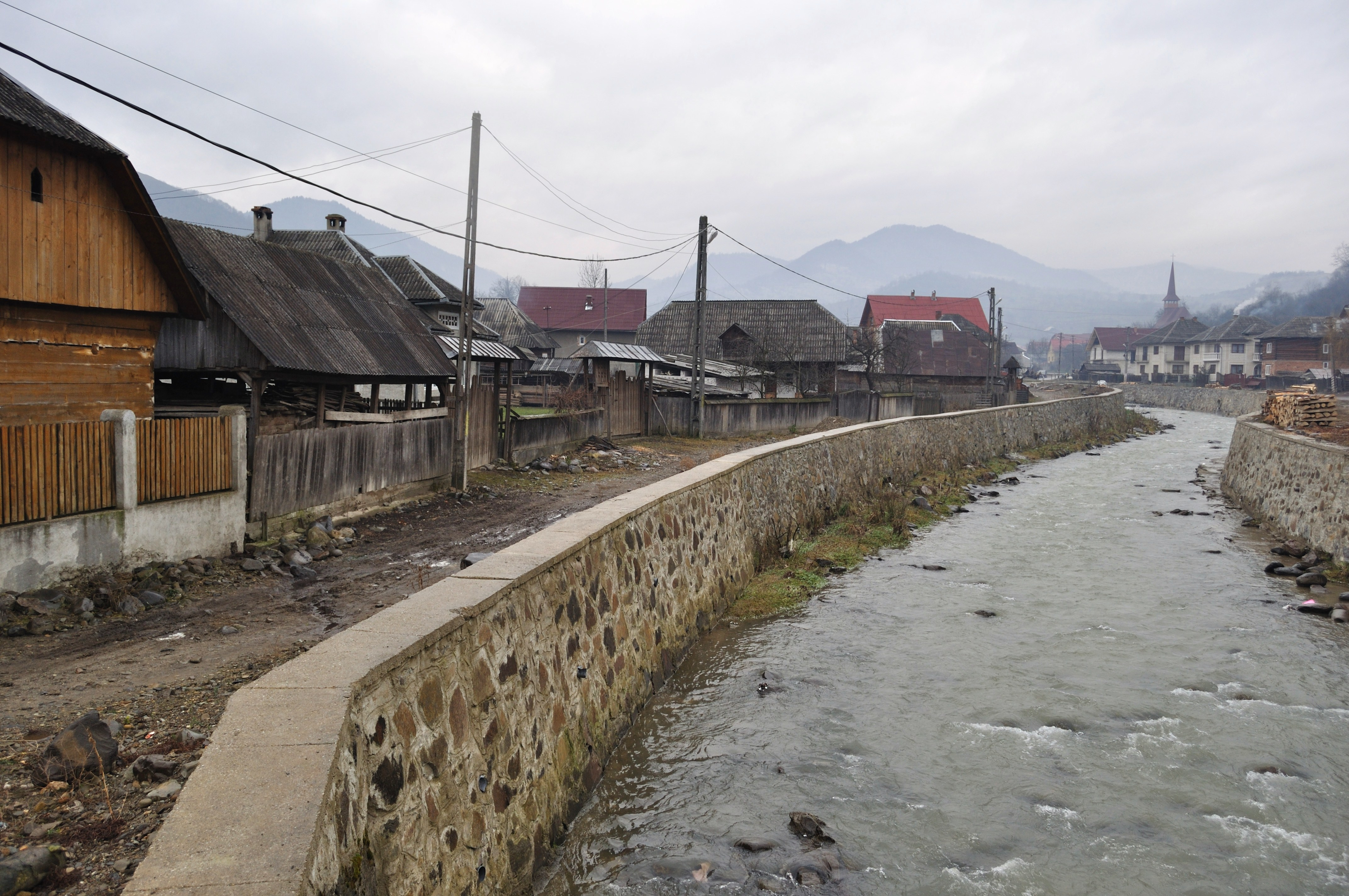
Botiza (centru)
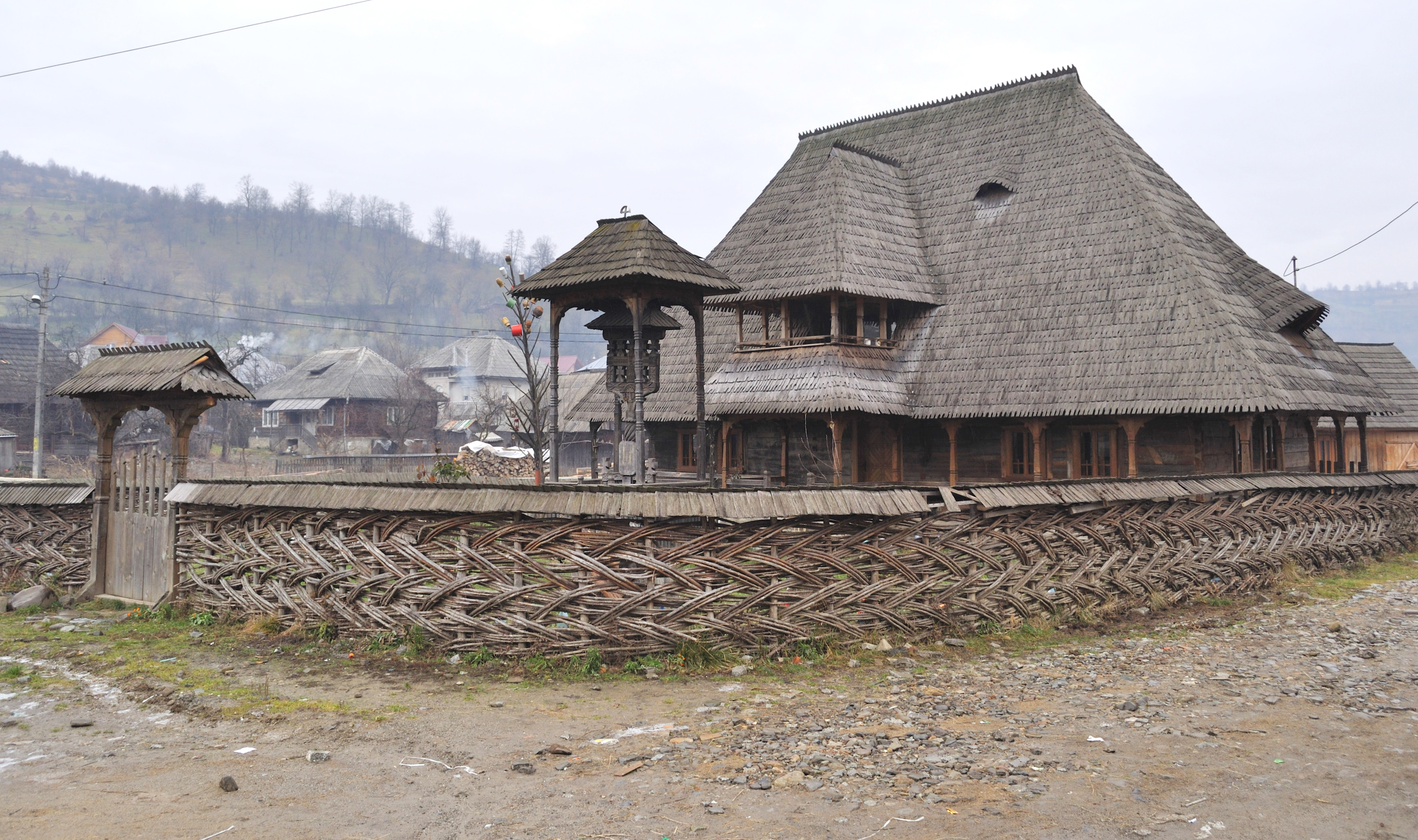
Clădirea micului muzeu al comunei Botiza
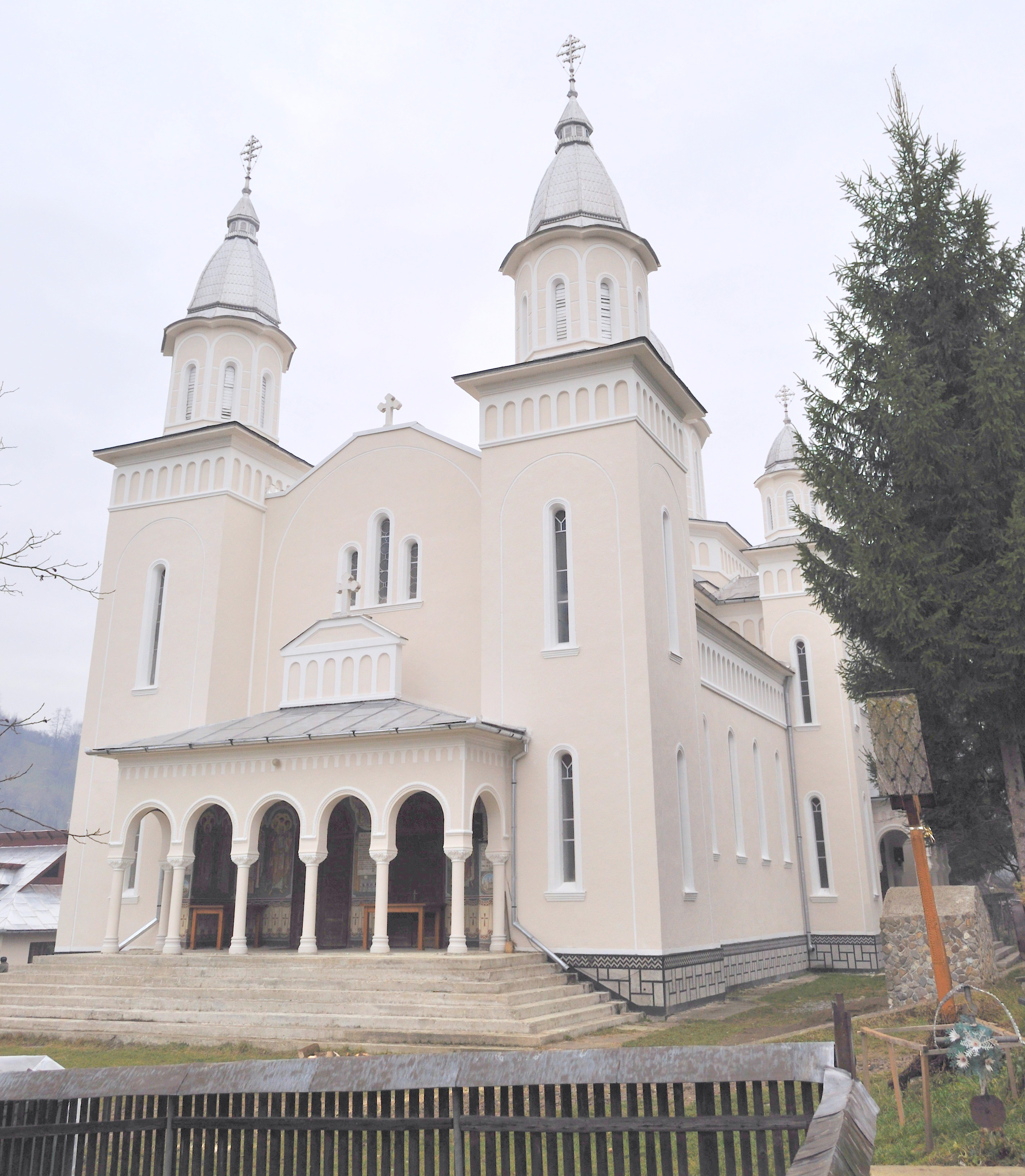
Biserica nouă „Duminica Tuturor Sfinților”
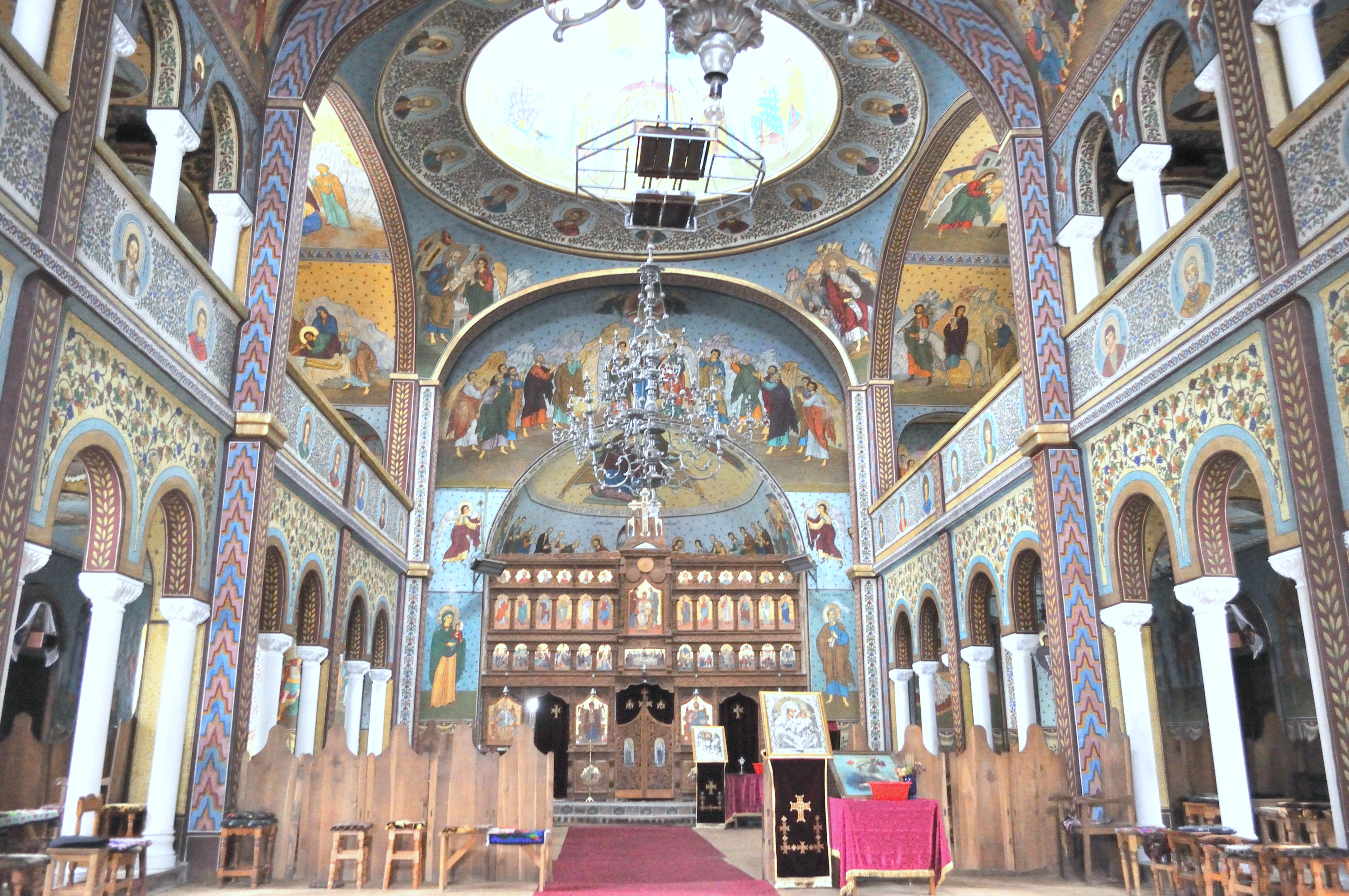
Biserica nouă „Duminica Tuturor Sfinților” (interior)